# Aciotis ornata
Aciotis ornata là một loài thực vật có hoa trong họ Mua. Loài này được (Miq.) Gleason mô tả khoa học đầu tiên năm 1932.